# Fitch
Fitch（フィッチ）は日本のアダルトビデオメーカーである。

## 概要
アウトビジョングループの熟女専門メーカー・マドンナのフェチ専門レーベルとして2007年11月7日に第1弾作品「悶絶美熟女の卑猥な日常 上司の奥さん、涼子の場合」（出演：村上涼子）が発売された。
レーベル名は、「Fetish is the creative hardcore.」の略である。
2011年5月にマドンナより独立したメーカーとなったが、品番はマドンナ時代より引き続き「JUFD」を使用している。
独立後は熟女のジャンルに捉われない幅広いキャスティングを行っており、主に巨乳、巨尻、美脚などのフェチに特化した作品を制作している。

## 主なレーベル
- Fitch（2011年5月 - ）基幹レーベル
- プレシャス（2023年8月 - ）専属女優の作品
- NIKUYOKU（2018年12月 - ）
- 肉漫（2013年2月 - ）漫画家とのコラボレーション作品

過去のレーベル
- NAMADORE本舗（2014年9月 - 2019年5月）素人もの

## 主なシリーズ
☆はマドンナ時代より継続

### 現在
- 大嫌いな○○に死ぬほどイカされて…(2021年7月-2023年12月)
- ねっとり甘い接吻と高級ランジェリーSEX(2021年9月-)

### 過去
- 悶絶○○の卑猥な日常 ☆
- イケナイ○○先生 ☆
- ○○ハミ出し水着 ☆
- エロい○○の巨尻誘惑 ☆
- 匂い立つパンストの○○ ☆
- 恥ずかしい失禁（マドンナ時代は「溢れだす○○の泉」）
- 淫らな腰振りノーパン巨尻痴女
- 濃厚汗だく○○グラマラス
- 卑猥なランジェリー(-2015年12月)
- 爆乳緊縛ハードレズビアン(-2015年12月)
- 僕のペットは爆乳○○(-2016年4月) ☆
- 貴方だけを見つめ続ける淫語中出しソープ(-2018年3月)
- 淫語で誘う寸止め焦らし痴女(-2018年8月) ☆

#### マドンナ時代
- 濡れ透け○○の甘い疼き（独立後はベスト盤のみ）
- 豊潤麗し競泳水着

## 専属女優
- 桃園怜奈(2015年12月 - 2016年3月。2020年8月 - )
- 美波汐里(2023年7月[2] - )
- 北野未奈(2022年5月[3] - 。本中などとの複数専属)
- 天月あず(2023年3月 - 。E-BODYとのW専属)
- 菊乃らん(2023年5月 - )

### 過去の専属女優
- 中村知恵
- 織田真子
- 小向美奈子
- 水原アリサ
- 西田琴音
- 流田みな実
- 涼本清美
- 碓氷れん
- 相内つかさ（現・本真ゆり）
- 藤崎梨々花（専属第1号）
- 瀬田一花(2022年7月 - 2024年7月)

## 監督
- ドラゴン西川
- キョウセイ
- ラムチョップ
- さとるね川口
- 春花幸男
- 豆沢豆太郎
- 夢野あいだ
- ザック荒井
- TAKE-D
- 太宰珍歩
- 嵐山みちる